# Gripe equina
A gripe equina é uma doença causada por estirpes do vírus Influenza A que são enzoóticas em diversas espécies de cavalos. A gripe equina ocorre globalmente, e é causada por duas estirpes de vírus, o H7N7 e o H3N8. A doença têm uma taxa de infecção de quase 100% em populações de cavalos não vacinados e sem exposição anterior ao vírus.